# Cucullia graeseri
Cucullia graeseri är en fjärilsart som beskrevs av Rudolf Püngeler 1901. Cucullia graeseri ingår i släktet Cucullia och familjen nattflyn. Inga underarter finns listade i Catalogue of Life.